# Friedhof Mooifontain
Der Friedhof Mooifontein (englisch Cemetery on Farm Mooifontain), eigentlich wohl Mooifontein (zu Deutsch Schöne Quelle), ist ein Friedhof auf der Farm Mooifontein, 17 Kilometer südlich von  Helmeringhausen in der Region Hardap in Namibia. Er ist seit dem 15. März 1969 ein Nationales Denkmal Namibias.
Neben den Grabstätten befinden sich eine kleine, kapellenartige Struktur aus Stein und Eisen sowie Tafeln aus Marmor, die die Namen der gefallenen und hier bestatteten Soldaten der Schutztruppe für Deutsch-Südwestafrika tragen. Die Anlage ist durch eine Mauer und ein Eisentor gesichert. Der Friedhof ist Teil eines deutschen Stützpunktes zu Zeiten Deutsch-Südwestafrikas mit dem Namen Chamis.